# Jordanoleiopus africanus
Jordanoleiopus africanus es una especie de escarabajo longicornio del género Jordanoleiopus, tribu Acanthocinini, familia Cerambycidae. Fue descrita científicamente por Jordan en 1894.

## Distribución
Se distribuye por Camerún, Gabón, Guinea Ecuatorial, República Centroafricana, República Democrática del Congo y República del Congo.

## Descripción
La especie mide 10-13 milímetros de longitud. El período de vuelo ocurre en los meses de abril, mayo y octubre.